# Rick Friedberg
Pour les articles homonymes, voir Friedberg.
 (septembre 2024).
La mise en forme du texte ne suit pas les recommandations de Wikipédia : il faut le « wikifier ».
Les points d'amélioration suivants sont les cas les plus fréquents :
- Les titres sont pré-formatés par le logiciel. Ils ne sont ni en capitales, ni en gras.
- Le texte ne doit pas être écrit en capitales (les noms de famille non plus), ni en gras, ni en italique, ni en « petit »…
- Le gras n'est utilisé que pour surligner le titre de l'article dans l'introduction, une seule fois.
- L'italique est rarement utilisé : mots en langue étrangère, titres d'œuvres, noms de bateaux, etc.
- Les citations ne sont pas en italique mais en corps de texte normal. Elles sont entourées par des guillemets français : « et ».
- Les listes à puces sont à éviter, des paragraphes rédigés étant largement préférés. Les tableaux sont à réserver à la présentation de données structurées (résultats, etc.).
- Les appels de note de bas de page (petits chiffres en exposant, introduits par l'outil «  Source ») sont à placer entre la fin de phrase et le point final[comme ça].
- Les liens internes (vers d'autres articles de Wikipédia) sont à choisir avec parcimonie. Créez des liens vers des articles approfondissant le sujet. Les termes génériques sans rapport avec le sujet sont à éviter, ainsi que les répétitions de liens vers un même terme.
- Les liens externes sont à placer uniquement dans une section « Liens externes », à la fin de l'article. Ces liens sont à choisir avec parcimonie suivant les règles définies. Si un lien sert de source à l'article, son insertion dans le texte est à faire par les notes de bas de page.
- La présentation des références doit suivre les conventions bibliographiques. Il est recommandé d'utiliser les modèles {{Ouvrage}}, {{Chapitre}}, {{Article}}, {{Lien web}} et/ou {{Bibliographie}}. Le mode d'édition visuel peut mettre en forme automatiquement les références.
- Insérer une infobox (cadre d'informations à droite) n'est pas obligatoire pour parachever la mise en page.

Pour une aide détaillée, merci de consulter Aide:Wikification.
Si vous pensez que ces points ont été résolus, vous pouvez retirer ce bandeau et améliorer la mise en forme d'un autre article.
 (septembre 2024).
Rick Friedberg (né le 11 mars 1944) est un réalisateur, scénariste et producteur de cinéma et de télévision américain, surtout connu pour son travail avec Leslie Nielsen. Leur collaboration la plus connue est celle sur le film Agent zéro zéro.
Il est également l'auteur de Hollywood War Stories, How to Survive in the Trenches, un mémoire/guide de conseils sur l'industrie cinématographique,,,.

## Carrière
Friedberg a fait ses débuts au cinéma en 1980 avec la comédie Pray TV avec Dabney Coleman, suivie en 1983 par Off the Wall.  Il a réalisé des épisodes télévisés pour The Twilight Zone, New Monkees et CityKids. Lorsque Friedberg a réalisé la vidéo d'instruction comique Bad Golf Made Easier avec Leslie Nielsen, il lui a montré le script de son fils Jason Friedberg , qui parodiait les films de James Bond et d'autres films d'action. Nielsen a approuvé, et cela a conduit à Agent zéro zéro en 1996.  Le film a finalement rapporté 26 millions de dollars contre un budget de production de 18 millions de dollars.
Au cours des années 2000 et 2010, Friedberg a été réalisateur de deuxième équipe sur des séries comme CSI: Miami et Scorpion , ainsi que réalisateur/producteur de terrain sur The Real Housewives of Orange County.

## Filmographie

### Cinéma
| Année | Titre           | Directeur | Écrivain | Producteur | Remarques |
| ----- | --------------- | --------- | -------- | ---------- | --------- |
| 1983  | Hors du mur     | Oui       | Oui      | Non        |           |
| 1996  | Agent zéro zéro | Oui       | Oui      | Oui        |           |

### Télévision
| Année     | Titre                                        | Directeur      | Écrivain | Producteur | Remarques                             |
| --------- | -------------------------------------------- | -------------- | -------- | ---------- | ------------------------------------- |
| 1980      | Priez à la télévision                        | Oui            | Oui      | Oui        | Téléfilm; paroles: "Billy Bob Jingle" |
| 1985      | La Quatrième Dimension                       | Oui            | Non      | Non        | 1 épisode (Banque de souhaits)        |
| 1987      | Nouveaux Monkees                             | Oui            | Non      | Non        | 2 épisodes                            |
| 1993      | Enfants de la ville                          | Oui            | Non      | Non        | 6 épisodes                            |
| 2006-2008 | Les vraies femmes au foyer du comté d'Orange | Non            | Non      | Champ      | 28 épisodes                           |
| 2008-2009 | Les Experts: Miami                           | Deuxième unité | Non      | Non        | 5 épisodes                            |
| 2014-2018 | Scorpion                                     | Deuxième unité | Non      | Non        | 12 épisodes                           |

### Direct en vidéo
| Année | Titre                                               | Directeur | Producteur | Remarques                            |
| ----- | --------------------------------------------------- | --------- | ---------- | ------------------------------------ |
| 1988  | WASP - Vidéos... à l'état brut                      | Oui       | Non        |                                      |
| 1990  | Playboy : Les plaisirs sensuels du massage oriental | Non       | Créatif    | Documentaire                         |
| 1993  | Le golf raté de Leslie Nielsen rendu plus facile    | Oui       | Non        |                                      |
| 1993  | Notre première vidéo                                | Oui       | Non        | Court métrage vidéo «Frère à vendre» |
| 1994  | Mauvais golf à ma façon (en)                        | Oui       | Non        |                                      |
| 1997  | Notre clip vidéo                                    | Oui       | Non        | Segment « Frère à vendre »           |

### Clips musicaux
- Chaud pour le professeur (en)
- Les filles de l'été (en)
- Aveugle au Texas
- Enfant sauvage